# Зозуля сулавеська
Зозу́ля сулавеська (Cuculus crassirostris) — вид птахів з родини зозулевих (Cuculidae).

## Поширення
Ендемік індонезійського острова Сулавесі. Його природне середовище проживання — субтропічні або тропічні вологі гірські ліси. Трапляється на висоті від 500 до 1400 м.